# 杨涟
楊漣（1572年—1625年），字文孺，號大洪，湖廣應山（今湖北廣水市）人，祖籍安南嘉林，明末政治人物，同進士出身。明末東林六君子之一。後因東林黨爭，遭到閹黨魏忠賢下獄拷打而死，崇禎帝為之平反，贈右都御史、太子太保，賜諡忠烈，世稱楊忠烈公。

## 生平

### 入仕
萬曆三十一年（1603年）癸卯科四十七名举人，萬曆三十五年（1607年）丁未科會試第二百五十名，三甲一百五十七名進士，授南直隸常熟縣知縣。當時正值東林黨人講學大興，於是楊漣經常在政暇時與顧憲成、高攀龍等人討論學術，探討治道。任官常熟知縣期間經常問民疾苦，遍知民間利病，廣設義學，杜絕火耗，五年後舉廉吏第一。後擢為戶科給事中，轉兵科右給事中。

### 機遇
萬曆四十八年（1620年），神宗病重，皇太子未得見。楊漣偕同諸給事中、御史拜謁大學士方從哲，御史左光斗催促從哲前往問安。方從哲稱皇帝「諱疾」，楊漣用宋仁宗舊事辯駁。二天後，從哲終於率廷臣入宮探望。到神宗病危時，太子仍躊躇于宮門外。楊漣、左光斗派人建議太子「當力請入侍」，深得太子讚賞。不久，神宗駕崩。

### 顧命與移宮
八月丙午朔，太子嗣位，即明光宗。四天後病倒。京城傳言為鄭貴妃進獻美女八人，又指使太監崔文昇下瀉藥所致。當時，貴妃據乾清宮，與光宗寵愛之李選侍結交，貴妃為選侍請封皇后，選侍也請封貴妃為皇太后。光宗果然催促禮部，封貴妃為皇太后。楊漣、左光斗在朝中倡言，令貴妃移慈寧宮，楊漣又彈劾崔文昇用藥無度，并上疏譴責鄭貴妃等。
八月丁卯，光宗召見大臣，作為低級官員的楊漣也在其中。光宗命外廷勿信流言，隨即驅逐文昇，停封太后之命。此後再召大臣，皆有楊漣。楊漣以小臣受顧命，感激不已，發誓以死相報。九月乙亥朔，光宗崩。楊漣力排眾議，反對李選侍攝政，並擁皇長子即位。明熹宗當時看見楊漣在移宮案的表現後，他也向身邊近侍說「鬍子官 (即楊漣)眞忠臣也」。後來楊漣上疏講述移宮案始末時，熹宗亦盛稱他說「楊漣此奏，朕之污塵方洗，著寫手敕獎諭，以風其直」、「楊漣當日竭力憤爭，志安社稷，忠直可嘉」。

### 死事
熹宗即位後，杨涟因有功一路晉升至都察院左副都御史。天启年间，明熹宗荒於朝政，朝廷權柄逐渐被宦官魏忠賢掌握。楊漣不滿朝政被魏忠賢等人掌控，于天启四年（1624年）六月上疏劾魏忠賢二十四大罪，指出「宮中府中大事小事，無一不是魏忠賢專擅，即章奏之上，反覺皇上為名，忠賢為實」，認為“寸磔忠賢，不足盡其辜”但是熹宗未採信，批覆“是欲屏逐左右，使朕孤立”。魏忠賢甚恨之，於是藉著逮捕汪文言的機會，以“黨同伐異，招權納賄”等罪名，逮捕楊漣等人入獄。七月，楊漣與左光斗遭酷法拷訊，五日後，楊漣被阉党錦衣衛都指揮僉事許顯純以鐵釘穿腦，當場斃命。當其遺體被家屬領出時，全身已經潰爛。時年五十三歲，死前书《獄中絕命辭》。左光斗、魏大中亦被打死且體無完膚。
「大笑大笑還大笑，刀斫東風，於我何有哉！」——《獄中絕命辭》

### 身後
崇祯帝即位之後，誅滅魏忠賢等阉党，並為楊漣等人平反冤案。楊漣贈太子太保、右都御史，諡為忠烈。其子楊之易並得以進入国子监。

## 著作
有《楊忠烈公文集》十卷，《楊大洪集》二卷。

## 家族
楊漣的五代祖是越南河內嘉林縣人，在明征安南戰爭後跟隨明軍北遷至應山。曾祖杨铎，祖父杨万春，父杨彦朝，母劉氏，継母王氏，慈侍下，兄杨清，子楊之易。安南使者阮公沆曾經拜訪應山楊氏故宅，並寫下《應山 輓楊忠烈公詩》。

## 軼事
萬曆丙辰會試，大學士吳道南、禮部尚書劉楚先充考官，取沈同和等三百五十名。结果物議沸騰，神宗命禮部覆試，沈同和除名。待殿試，取莊際昌爲狀元，其卷竟有別字。楊漣道：「以狀元而有別字，必三百人皆不識字乃可；以狀元而洗補，必三百人皆曳白乃可。」一時以為名言。

### 書目
- 錢謙益，《都察院左副都御史贈右都御史加贈太子太保諡忠烈楊公墓誌名》，《二學集碑傳》，1冊50卷，319-339
- 張廷玉等，《明史》，中華書局點校本